# Persea hartmanii
Persea hartmanii är en lagerväxtart som beskrevs av Ivan Murray Johnston. Persea hartmanii ingår i släktet avokador, och familjen lagerväxter. Inga underarter finns listade i Catalogue of Life.